# Safsaf El Ouesra
Safsaf El Ouesra là một đô thị thuộc tỉnh Tébessa, Algérie. Dân số thời điểm năm 2002 là 5.531 người.